# Johanneskirche (Gemmrigheim)

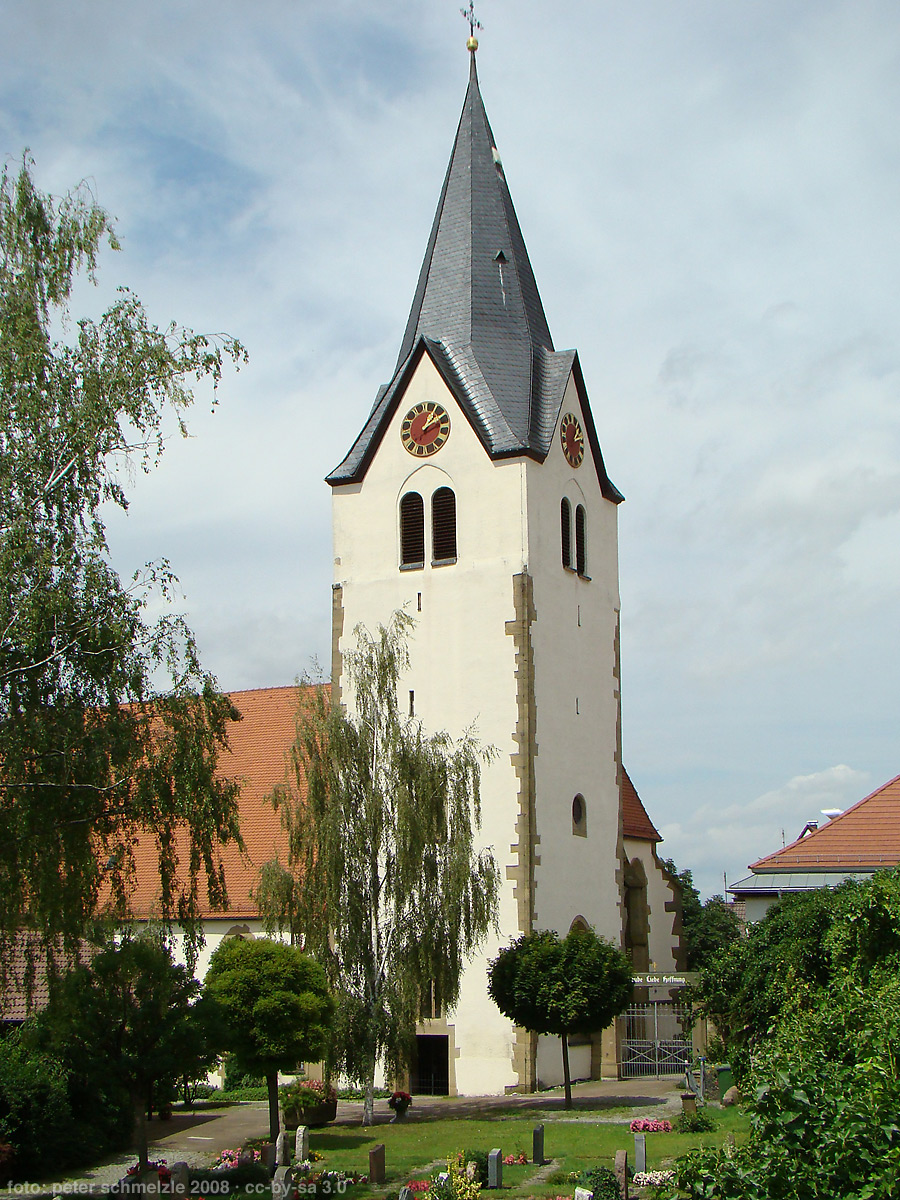
Johanneskirche in Gemmrigheim

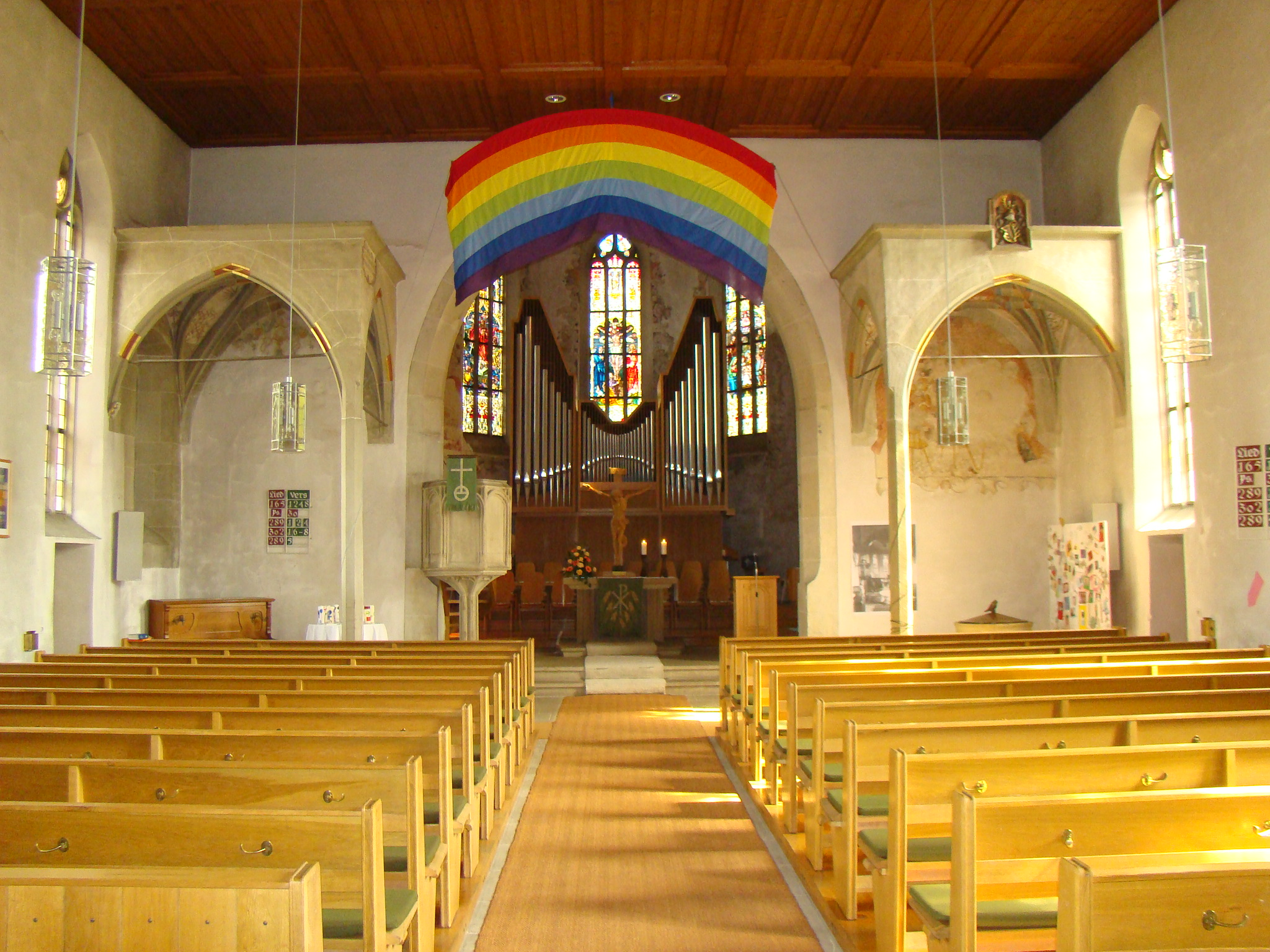
Innenansicht vor der Renovierung von 2012, noch mit der Orgel im Chorraum

Die Johanneskirche ist eine evangelische Pfarrkirche in Gemmrigheim im Landkreis Ludwigsburg in Baden-Württemberg.

## Geschichte
Die Johanneskirche wurde erstmals 1231 urkundlich erwähnt. Sie war ursprünglich Eigenkirche der Grafen von Vaihingen/Enz. Durch Graf Gottfried wurde sie dem Ritter Rugger von Stockheim verkauft und dieser schenkte das Gotteshaus 1231 dem Augustiner-Chorherrenstift in Backnang.
Das Langhaus der Kirche wurde nach Abriss des alten Langhauses von 1515 bis 1526 als nördlicher Anbau an den älteren Turm aus dem 10. Jahrhundert errichtet. Der Turm wurde dadurch zum südlichen Chorseitenturm. Er enthält seit der zweiten Hälfte des 20. Jahrhunderts im Sockelgeschoss ein Denkmal für die Gefallenen beider Weltkriege; neben mehreren Sandstein-Namenstafeln befindet sich dort die liegende Sandsteinfigur eines toten Soldaten, entworfen und ausgeführt von Albert Volk aus Weinsberg.

## Ausstattung

### Turmkapelle
Auf halber Höhe des Turms befindet sich eine Turmkapelle oder Reliquien-/Schatzkammer mit einem Nordbalkon (Austritt) möglicherweise für so genannte Heiltumsweisungen zur Reliquienpräsentation bei Wallfahrten, Wendeltreppenzugang  und Wandgemälde in Secco-Malerei (detailreicher Bilderzyklus, hauptsächlich zum Marienleben) aus der Zeit um 1400. Sie ist nicht öffentlich zugänglich.

### Baldachin-Seitenaltäre
Zu den bedeutenden Kunstschätzen der Kirche zählen neben der ausgemalten Turmkapelle die im Langhaus erhaltenen Ziborien der einstigen Seitenaltäre, Stiftungen begüterter Familien, sowie verschiedene Wandmalereien.

### Kanzel und Emporen
Die Steinkanzel von 1526 hatte ihren ursprünglichen Platz auf der Mitte der nördlichen Langhauswand. Mit dem Einbau von Emporen spätestens 1599 wurde sie nördlich an den Chorbogen versetzt und 1712 mit einem Schalldeckel versehen. Nur bis 1599 also hatte die Johanneskirche den Charakter einer Querkirche,  weil dann eine Drei-Seiten-Empore in Ausrichtung auf den Chorbogen mit einem „Herrenstuhl“ auf der Nordempore nahe der Kanzel und mit der Orgel auf der westlichen Stirnseite eingebaut wurde. Noch 1853 wurde notiert: „Das Innere der Kirche ist durch Emporkirchen, welche größeren Theils im Renaissancege-schmack ausgeführt sind, verdunkelt; die Emporen sind von schön geschnittenen, eichenen Säulen unterstützt, deren eine die Jahreszahl 1599 trägt. Die Decke ist flach mit Querbalken construirt und ruht auf einer in der Mitte der Kirche stehenden, hölzernen Säule, auf welche „anno 1577“ eingeschnitten ist.“ Bei der Kirchenrenovierung zehn Jahre später wurde der Herrenstuhl und die Schiff-Mittelstütze für das Dachwerk entfernt, stattdessen eine neue Dreiseiten-Empore mit durchgehenden Deckenstützen unter zwei Längsträgern und eine neue Decke eingebaut. Architekt Walter Zoller aus Stuttgart gestaltete 1965 den Innenraum zu einem zeittypisch nüchternen Saal um: Die an den Deckenstützen befestigte Drei-Seiten-Empore wurde entfernt, eine Westempore wurde mit einer freitragenden Stahlträger-Konstruktion errichtet. Architekt Eugen Schweiker aus Gemmrigheim ersetzte 2013 bei einer erneuten Innenrestaurierung die Westempore von 1965 durch eine kleinere Empore in aufgeständerter Stahl-Holz-Konstruktion. 

### Glasmalerei
Die drei Chorfenster mit spätgotischem Maßwerk sind im Jahre 1900 durch eine Stiftung der Familie Raitelhuber (Papierfabrik) in neugotischem Stil mit Glasgemälden ausgestattet worden – ungewöhnlicherweise von rechts nach links zu „lesen“: Geburt, Kreuzigung und Auferstehung Christi. Das kleine Seitenfenster von 1931 unter dem Volland-Baldachin, ein Friedensengel, ist eine Stiftung von J. Scholl zum Gefallenengedächtnis und wurde von  Rudolf Yelin dem Älteren geschaffen.

### Orgel
1963/64 war eine neue Orgel im Chor aufgestellt worden. Bei der Renovierung 2013 wurde diese Chororgel wieder beseitigt (und nach Berlin verkauft). In der Folgezeit benutzte die Gemeinde ein E-Piano und sparte auf eine neue Pfeifenorgel, die auf der Empore aufgestellt werden sollte.
Diese zweimanualige Orgel wurde von Orgelbau Rensch aus Lauffen am Neckar mit 11 Wechselregistern sowie 2 Pedalregistern und einem Gehäuse aus Fichte massiv gebaut. Am 19. Mai 2019 konnte sie eingeweiht werden.

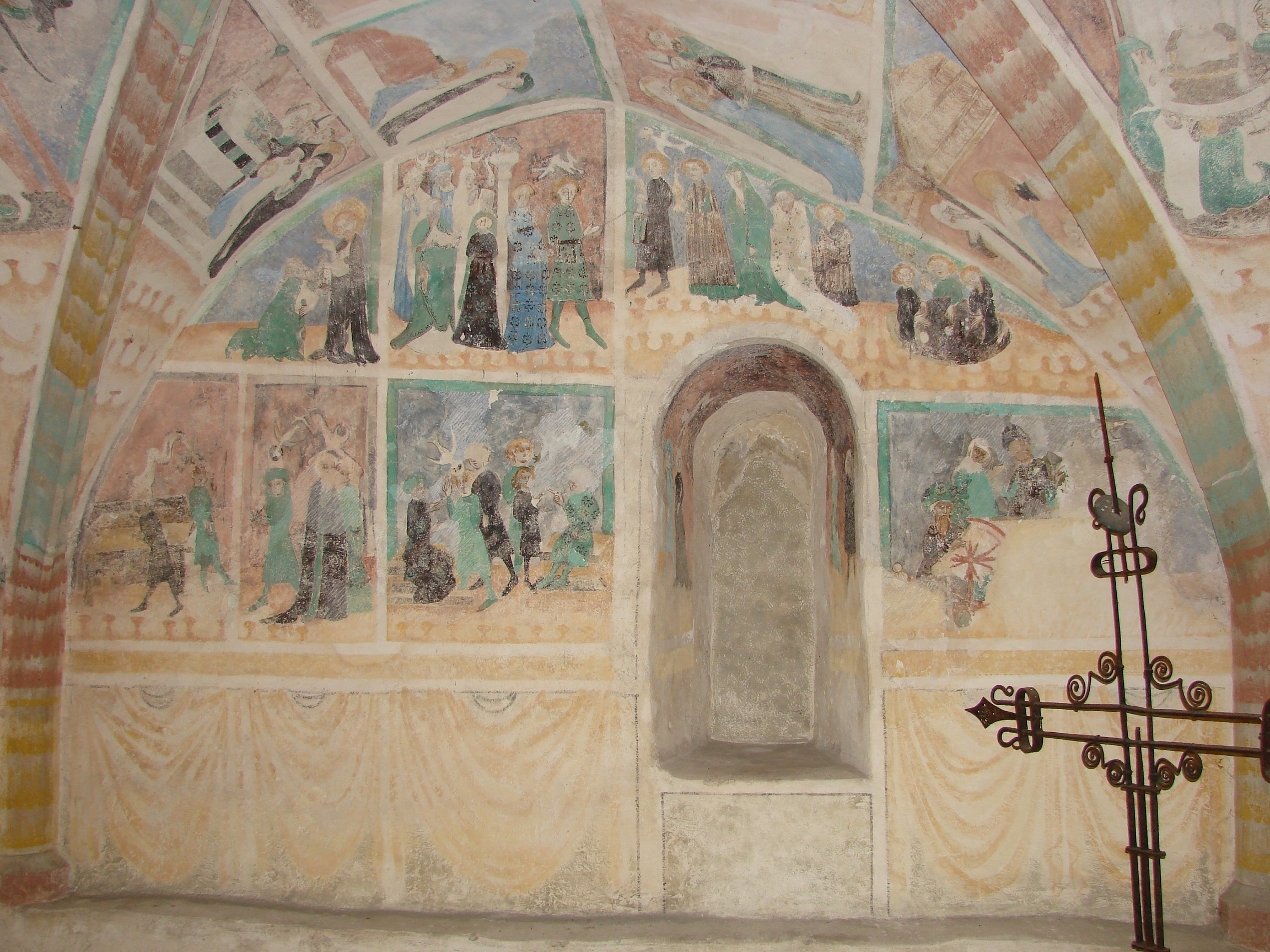
Fresken in der Turmkapelle
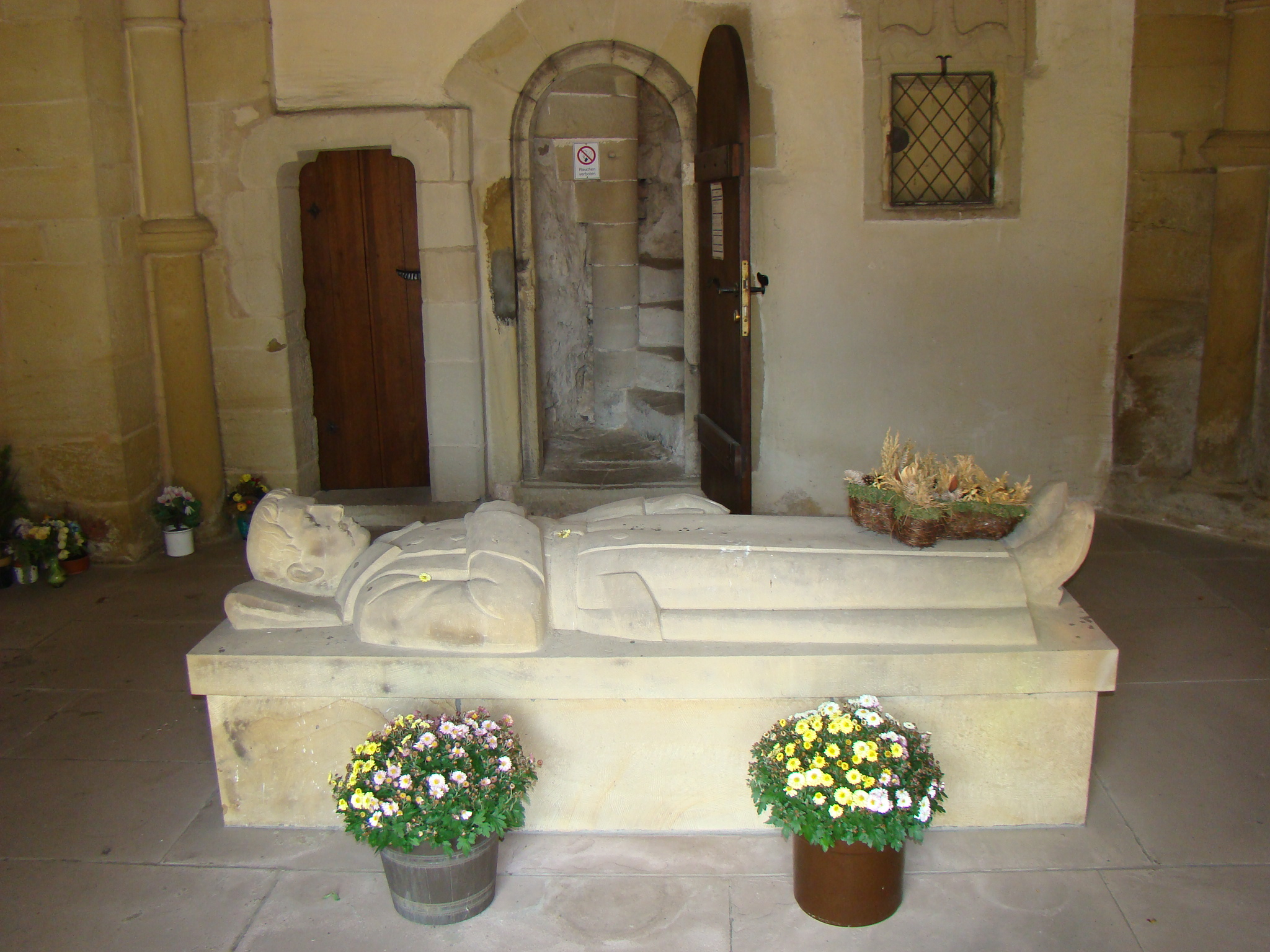
Kriegerdenkmal im Turmsockel
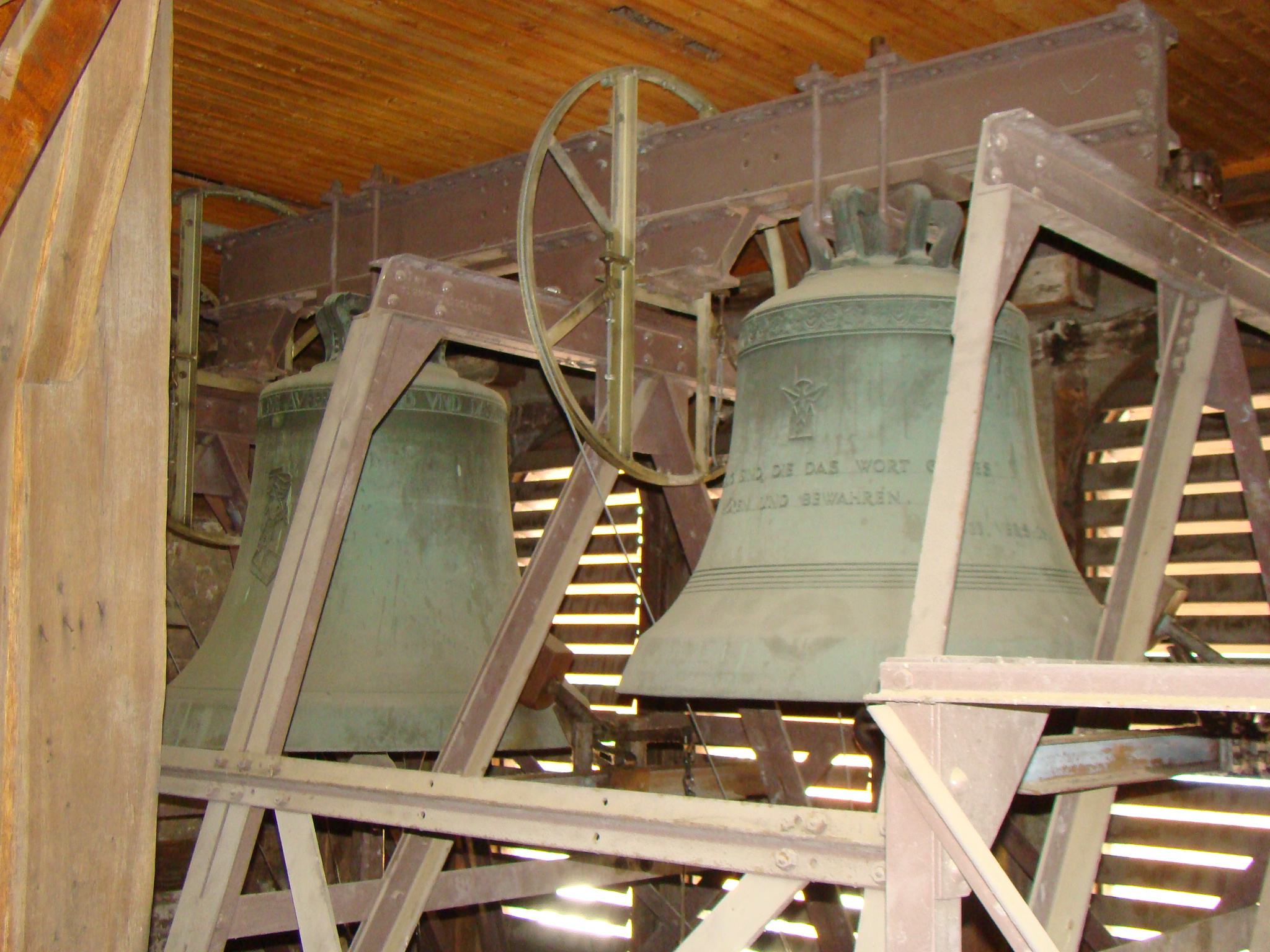
Glockenstuhl